# 法布里奇奥桥
法布里奇奥桥 (義大利語：Ponte Fabricio）是意大利罗马最古老的桥梁，建于公元前62年。它长62米，宽5.5米，跨越台伯河，连接东侧的战神广场与河中央的台伯岛，（切斯提奥桥通向西侧）。在14世纪从附近的圣额我略堂移来两根大理石柱子，上面各有两面的雅努斯头像，因而又名“四头桥”（Quattro Capi）

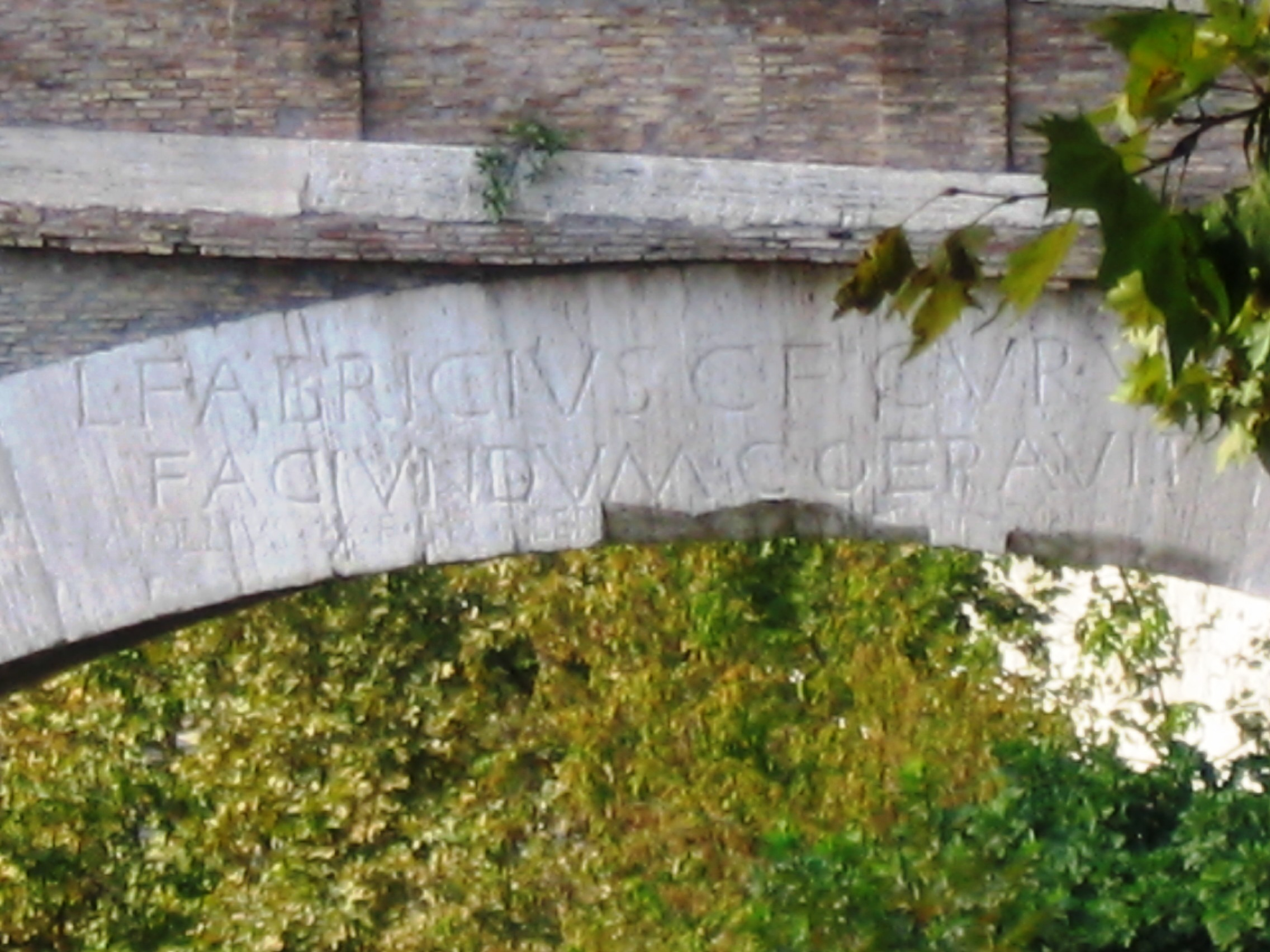
, the inscription on the bridge

桥上仍保存拉丁文铭文 L . FABRICIVS . C . F . CVR . VIAR | FACIVNDVM . COERAVIT | IDEMQVE | PROBAVIT。